# Puente de la Torre Eiffel
Puente Tour Eiffel o el Puente de la Torre Eiffel (en francés: Pont de la Tour Eiffel) también conocido como el "puente de la calle Montcalm" (Pont de la rue Montcalm), es un puente pequeño, pero vistoso en Gatineau, Quebec en Canadá.
Durante mucho tiempo existió un puente sobre Brewery Creek, pero para la década de 1980 necesitaba ser reemplazado. Una comisión trabajó para convertir la zona Creek Brewery en un distrito turístico y cultural. Se decidió construir una estructura ornamentada. El puente fue creado de una viga de acero original de la Torre Eiffel, que había sido parte de una escalera recientemente desmontada. La viga fue donada a la ciudad por el entonces alcalde de París Jacques Chirac. Los arquitectos Paul Martineau y Eric Haar crearon un puente de estilo parisino. Abrió sus puertas en 1990.